# Staatliches Flaggenmuseum Nachitschewan
Das Staatliche Flaggenmuseum Nachitschewan ist ein Gedenk- und Erholungspark, der 2014 auf dem Plateau der höchsten Erhebung der Stadt Nachitschewan in der Autonomen Republik Nachitschewan errichtet wurde. Das Museum wurde am 17. November 2014 eröffnet.

## Geschichte
Das Museum wurde durch den Beschluss des Vorsitzenden der Obersten Versammlung der Autonomen Republik Nachitschewan „Über die Errichtung des Staatsflaggenplatzes und -museums in Nachitschewan“ vom 22. August 2014 gegründet. Das Museum wurde am 17. November 2014 eröffnet. Die Nationalflagge verkörpert die Unabhängigkeit. Daher war die Einstellung zur Flagge in Aserbaidschan im Laufe der Geschichte bekannt; sie gilt als Symbol der nationalen Existenz des Volkes. Staatssymbole und Flaggen bieten Gelegenheit, die Geschichte der alten Staaten Aserbaidschans zu studieren, einschließlich des Khanats Nachitschewan und der Autonomen Republik. Das Museum befindet sich auf der höchsten Erhebung von Nachitschewan. Das um den Fahnenmast herum angelegte Museum ist achteckig. Die auf dem Platz gehisste Nationalflagge ist 20 Meter lang und 10 Meter breit (hoch), der Fahnenmast ist 57 Meter hoch.

## Sammlung
Das Museum zeigt eine Kopie der Resolution „Über die Staatssymbole der Autonomen Republik Nachitschewan“, die vom obersten gesetzgebenden Organ der Republik verabschiedet wurde, sowie restaurierte Flaggen der Staaten, die auf dem Territorium von Nachitschewan existiert haben, des Khanats Nachitschewan, Wappen und Verwaltungskarten, Flaggen der Kavallerieeinheiten des Khanats Nachitschewan, Militäruniformen und Verfassungen der Autonomen Republik Nachitschewan. Außerdem gibt es eine Sammlung von Reproduktionen alter Banknoten.